# Mbiresaurus
Mbiresaurus – rodzaj zauropodomorfa. Jego skamieniałości odkryto w późnotriasowych formacjach w Południowej Afryce. Został opisany w 2022 roku przez Christophera T. Griffina i współpracowników. Holotyp opisano jako Mbiresaurus raathi. Okaz holotypowy oznaczony jako NHMZ 2222 został odkryty w dwóch ekspedycjach w 2017 i 2019 roku w warstwach formacji Pebbly Arkose na Dande Communal Land of Mbire District, Mashonaland Central Province w Zimbabwe i pochodzi z późnego okresu karnijskiego późnego triasu. Holotyp ten składa się w większości z kompletnego, częściowo przegubowego szkieletu, w tym częściowej czaszki i żuchwy, kręgów szyjnych, grzbietowych, krzyżowych i ogonowych, fragmentów żeber, częściowych pasów piersiowych i miednicznych oraz częściowych kończyn przednich i tylnych. Jest to najstarszy, znany nauce dinozaur afrykański. 